# Cymatium raderi
Cymatium raderi is een slakkensoort uit de familie van de Cymatiidae. De wetenschappelijke naam van de soort werd voor het eerst geldig gepubliceerd in 1984 door D’Attilio & Myers.